# Psallus haematodes
Psallus haematodes (Syn.: Psallus roseus Fabricius, 1777, Psallus alni Fabricius, 1794) ist eine Wanzenart aus der Familie der Weichwanzen (Miridae).

## Merkmale
Die Wanzen werden 3,0 bis 3,8 Millimeter lang. Die Gattung Psallus umfasst kleine, häufig rot, grau oder dunkelbraun gesprenkelte Wanzen, bei denen das Pronotum und die Hemielytren mit blassen, schuppenartigen Härchen bedeckt sind und bei denen die Dornen der Schienen (Tibien) aus schwarzen Punkten entspringen. Die Arten der Gattung können häufig nur schwer oder gar nicht anhand äußerer Merkmale unterschieden werden. Meist kann man die Arten jedoch anhand der Wirtspflanze eingrenzen. Psallus haematodes zählt zu den wenigen verhältnismäßig einfach zu bestimmenden Arten der Gattung Psallus. Der Cuneus ist immer komplett weiß und ihre Grundfarbe ist blass und mit Rot oder Rotbraun gefleckt. Gelegentlich treten Tiere auf, deren Oberseite komplett rosafarben ist.

## Vorkommen und Lebensraum
Die Art kommt fast überall in Europa vor, tritt aber nur im Norden des Mittelmeerraums auf. Östlich reicht das Verbreitungsgebiet bis Sibirien und in die Kaspische Region. Sie wurde durch den Menschen in Nordamerika eingeschleppt. In Deutschland und Österreich tritt sie überall auf und ist häufig. Besiedelt werden offene, sonnige, aber auch schattige Orte am Rand von Gewässern und in Mooren und auch in trockenen Lebensräumen.

## Lebensweise
Psallus haematodes lebt auf breitblättrigen Weiden (Salix), wie etwa Sal-Weide (Salix caprea), Ohr-Weide (Salix aurita) oder Asch-Weide (Salix cinerea), tritt aber auch auf Kriech-Weide (Salix repens) und selten auf schmalblättrigen Arten wie Korb-Weide (Salix viminalis) auf. Die Imagines treten verhältnismäßig spät von Anfang/Mitte Juli bis September/Anfang Oktober auf.

## Belege